# Malenice
Malenice jsou obec v okrese Strakonice v Jihočeském kraji. Leží při řece Volyňce zhruba 4,5 kilometru jižně od Volyně a patnáct kilometrů jižně od Strakonic. Obcí prochází železniční trať 198, spojující Strakonice, Vimperk a Volary, na níž je situována železniční zastávka Malenice nad Volyňkou. Žije zde 697 obyvatel.

## Historie
První písemná zmínka o obci pochází z roku 1318.
V roce 2008 získala obec titul Vesnice roku 2008 Jihočeského kraje a 3. místo v celostátním kole soutěže Vesnice roku.

## Obyvatelstvo
| Rok            | 1869 | 1880 | 1890 | 1900 | 1910 | 1921 | 1930 | 1950 | 1961 | 1970 | 1980 | 1991 | 2001 | 2011 | 2021 |
| -------------- | ---- | ---- | ---- | ---- | ---- | ---- | ---- | ---- | ---- | ---- | ---- | ---- | ---- | ---- | ---- |
| Počet obyvatel | 810  | 860  | 817  | 848  | 850  | 901  | 754  | 635  | 629  | 640  | 588  | 562  | 595  | 656  | 690  |
| Počet domů     | 111  | 121  | 127  | 129  | 132  | 137  | 143  | 153  | 147  | 160  | 162  | 211  | 255  | 283  | 303  |

## Obecní správa

### Části obce
Obec Malenice se skládá ze tří částí, které leží v katastrálním území Malenice.
- Malenice
- Straňovice
- Zlešice

V letech 1850–1921 k obci patřily i Lčovice.

### Obecní symboly
Znak a vlajka byly obci uděleny rozhodnutím předsedkyně Poslanecké sněmovny Parlamentu České republiky dne 9. listopadu 2010.

## Pamětihodnosti
- Kostel svatého Jakuba Většího
- Kaple svatého svatého Václava
- Fara (čp. 1)
- Usedlost čp. 63
- Hamr (čp. 70)
- Mohylové pohřebiště v lokalitě Frkova hůrka
- jeskyně v Jiřičků skále
- Na místním hřbitově je pohřbeno několik významných osobností: architekt Josef Zítek a jeho bratr, rytec Jan Zítek, kněz, archivář a historik František Teplý, divadelní herec a režisér Jiří Pleskot, herečka Jiřina Jirásková a filmový režisér Zdeněk Podskalský

## Mineralogická lokalita
Zhruba 300 metrů vzdušnou čarou severně od okraje Malenic se v lese na katastrálním území obce nachází známé naleziště almandinů. Lokalita leží v kopcovitém masívu, jehož vrcholem je Pátek (586 m n. m.), mezi levým břehem Volyňky a místní silnicí, vedoucí z Malenic do Nišovic. Lokalitu představuje lineární suťovitý výchoz s balvany migmatitů a migmatitizovaných pararul o šířce 3 až 10 metrů a délce zhruba 100 metrů. Jednotlivé krystaly, z nichž některé dosahují velikosti až 7 cm, jsou neprůhledné a mají červenohnědou barvu. Z hlediska krystalových tvarů se jedná o tetragon trioktaedr nebo rombický dodekaedr, časté jsou vícečetné srostlice různých tvarů.

## Osobnosti
26. dubna 1896 se zde narodil Jaroslav Jankovec, český dirigent a hudební skladatel († 6. září 1961).

## Galerie

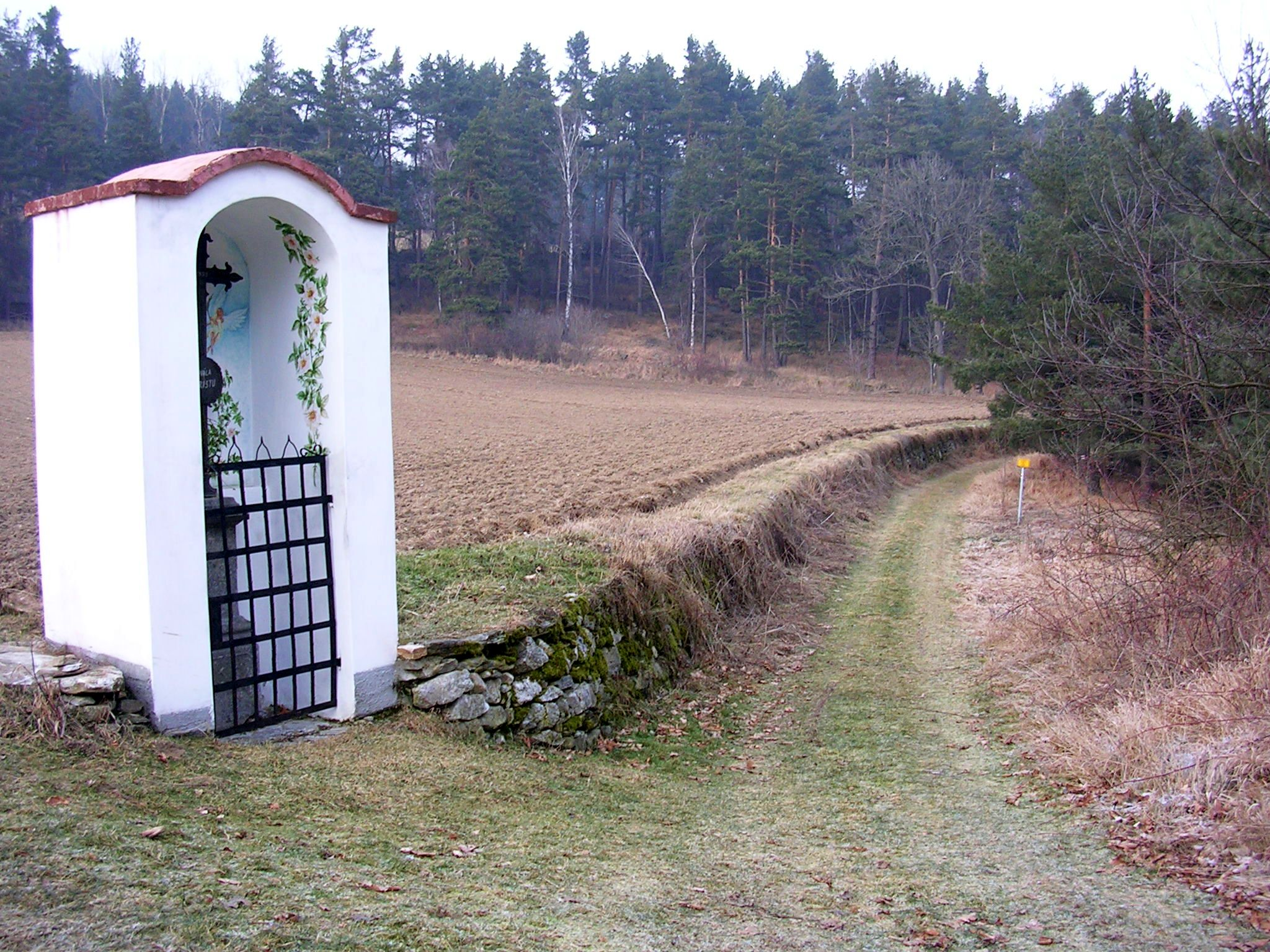
Kaplička u cesty mezi Pátkem a Betaní
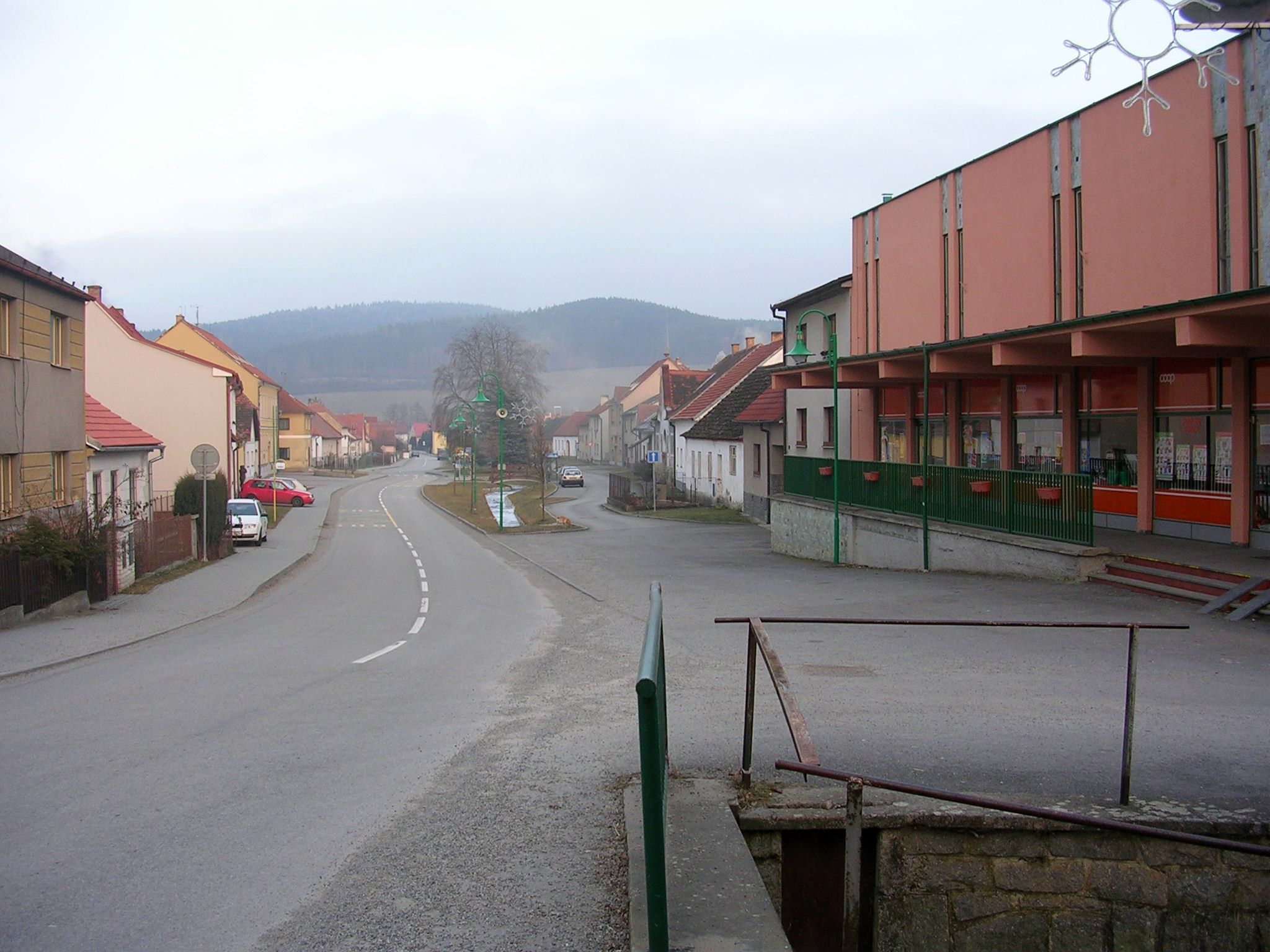
Na Návsi - střed obce
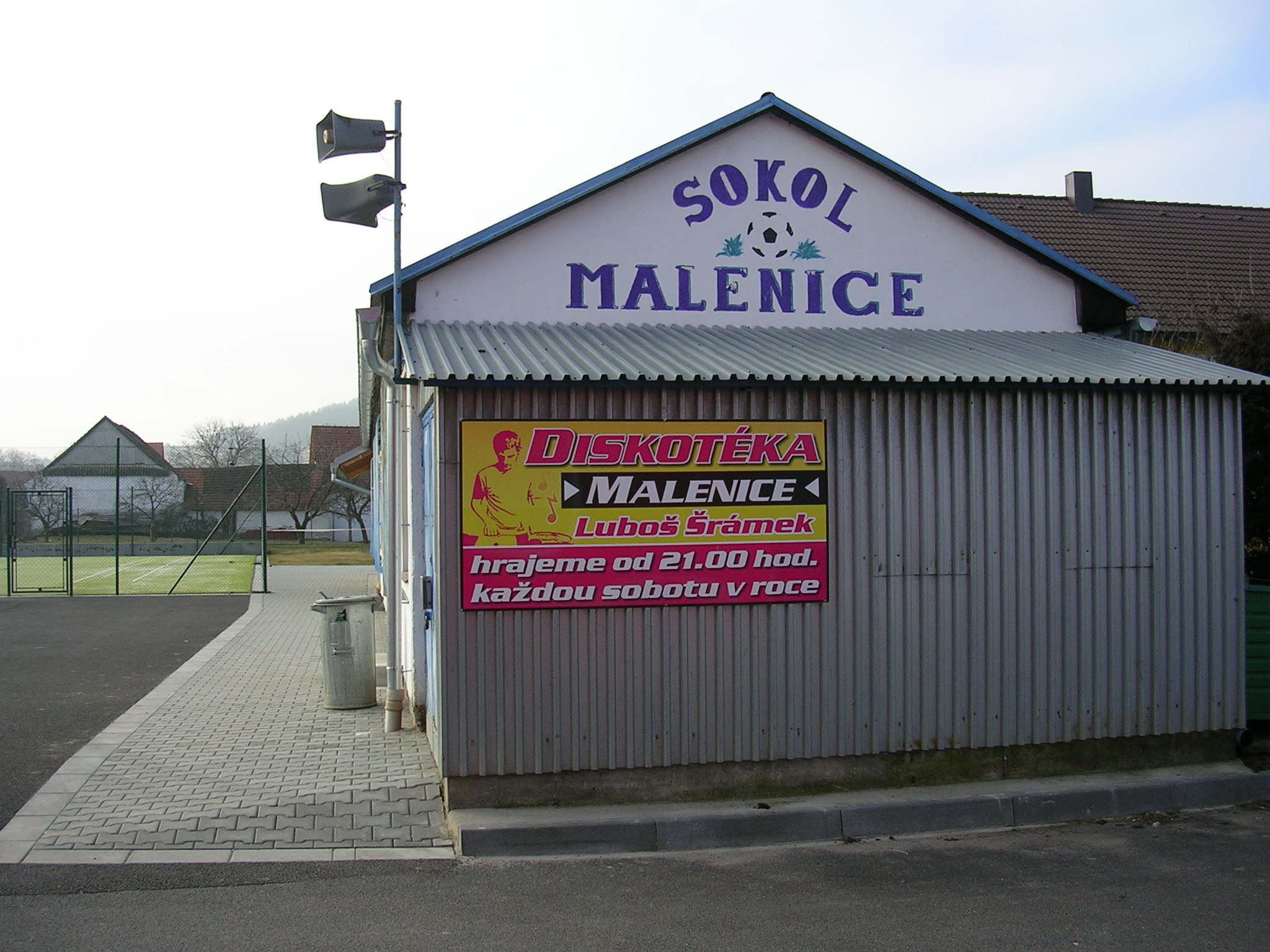
Hřiště Sokola
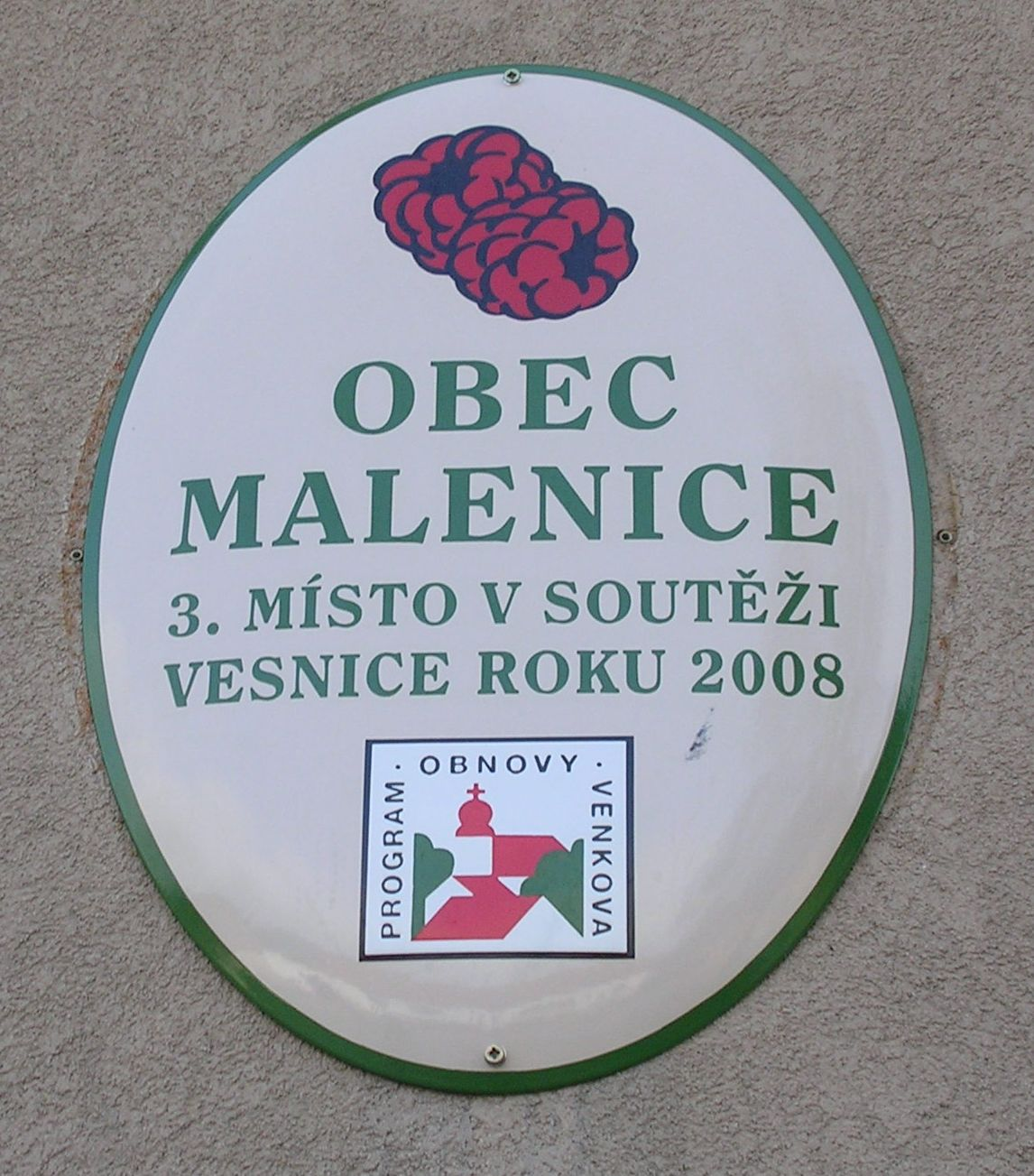
Tabule poukazující na úspěch v anketě Vesnice roku
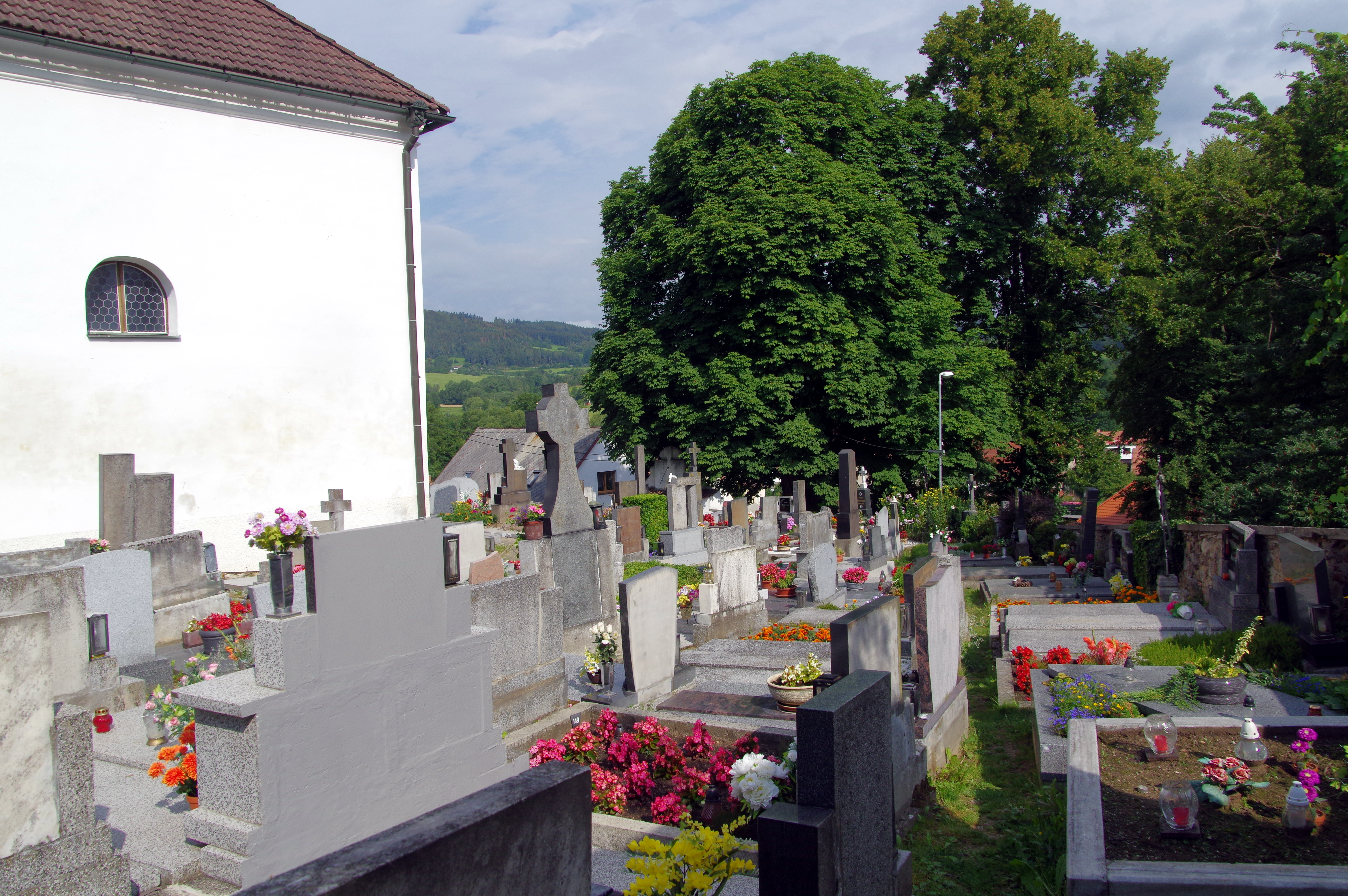
Hřbitov u kostela sv. Jakuba Většího
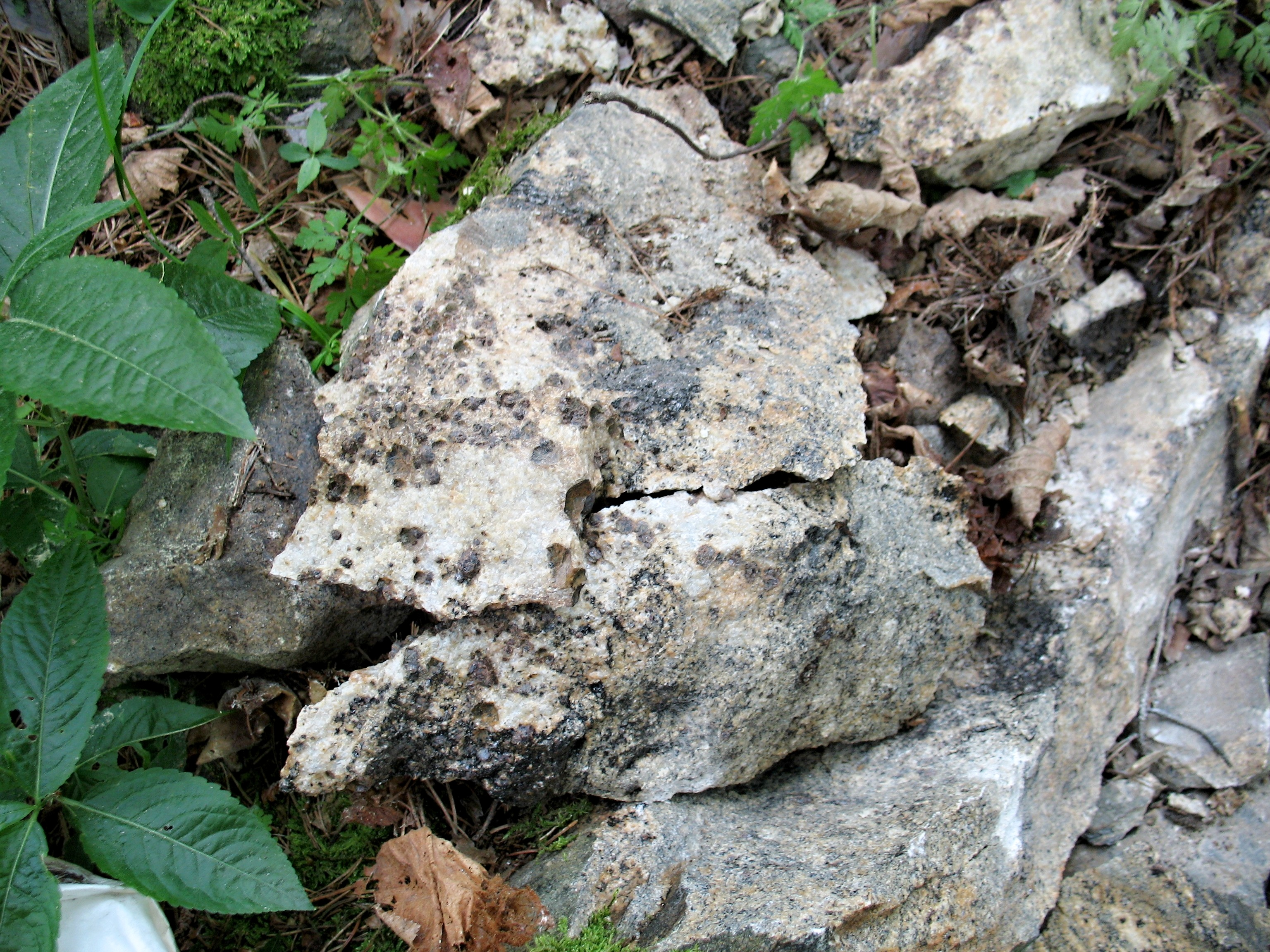
Sutě s almandiny v lese u Malenic
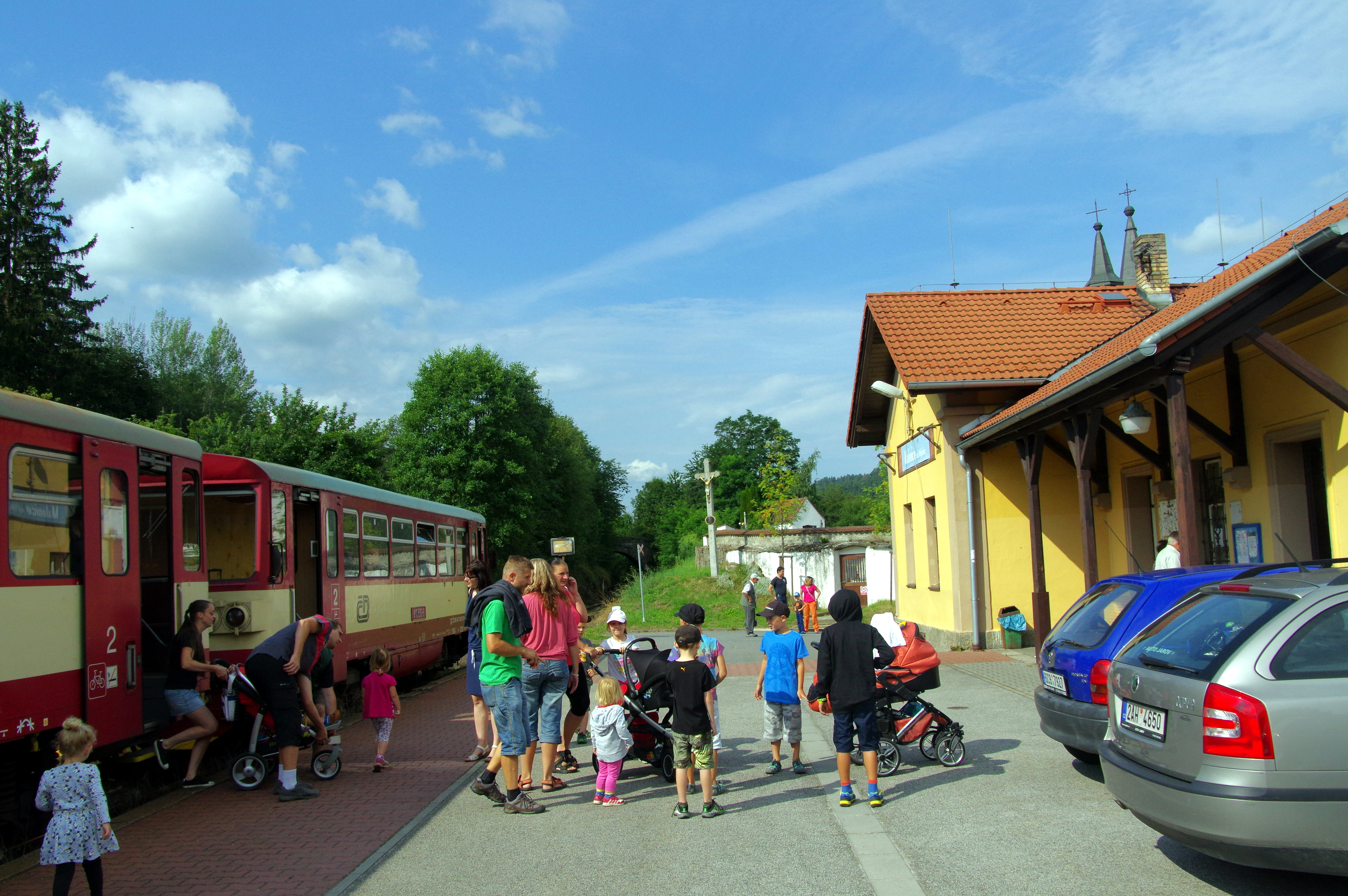
Ruch na nádraží v době Malinových slavností (2016)